# Бездна (приток Волги)
Бе́здна (тат. Бизнә) — река в Татарстане, левый приток Волги.

## Описание
Исток реки находится в 3,5 км к северу от деревни Катюшино на краю лесного массива Татарский лес на западе Алькеевского района. Высота истока — 143 м над уровнем моря. Впадает в Куйбышевское водохранилище у посёлка Совхоз «КИМ» Спасского района, немного ниже бывшего устья Камы на высоте 53 метра над уровнем моря. Общее направление течения — северо-западное.
Современная длина 45 км, площадь водосборного бассейна — 805 км². Сток сильно зарегулирован. Река образует рукава, местами отсутствует ярко выраженное русло. От села Гусиха до устья протекает по низине среди многочисленных мелких озёр.
На реке построены пять мостов, имеются насыпные дамбы и броды через реку.
Бездна имеет 6 притоков длиной от 5 до 17,2 км, основные из них — Наясолка (пр), Ясачка (лев).
Крупнейшие населённые пункты на реке — сёла Никольское и Антоновка.
К бассейну реки относятся части Алькеевского и Спасского районов Татарстана и Старомайнского района Ульяновской области.

## Характеристика
Территория бассейна реки представляет собой слабоволнистую равнину с оврагами и балками, на 6 % покрытую лесом. Густота речной сети 0,18 км/км².
Долина реки асимметрична, с высокими (до 35 м) и крутыми правыми склонами. Пойма двусторонняя, сплошная, ровная, шириной 100—200 м, залужена. Русло извилистое, шириной 7-10 м. Преобладающие глубины 1-1,5 м на плёсах и 0,3-0,7 м на перекатах. Скорость течения 0,5-1 м/с на перекатах и 0,2-0,3 м/с на плёсах.
Питание преимущественно снеговое. Модуль подземного питания 0,51-1 л/с км². От истока до села Кошки река пересыхает. За время весеннего половодья проходит до 70 % годового стока. Среднегодовые колебания уровня воды у села Антоновка составляют 1,6 м, максимальное значение равно 3 м. Средний многолетний слой годового стока в бассейне 140 мм, слой стока половодья 110 мм. Весеннее половодье начинается обычно в конце марта. Замерзает в 1-й декаде ноября. Средний многолетний меженный расход в устье 0,322 м³/с. Среднегодовой расход воды у Антоновки составляет 0,82 м³/с. Максимальный расход — 197 м³/с (1963).
Вода гидрокарбонатно-сульфатно-кальциевая, умеренно жёсткая (3-6 мг-экв/л) весной и жёсткая (6-9 мг-экв/л) зимой и летом. Общая минерализация 100—200 мг/л весной и 400—500 мг/л зимой и летом. Мутность воды достигает 1400 г/м³. Средний годовой сток наносов равен 38 тысяч тонн.
В бассейне находятся 3 пруда суммарным объёмом 3,1 млн м³.

## Исторические сведения
До образования водохранилища в 1957 году устье реки находилось намного западнее нынешнего места, а длина реки была значительно больше:
- Ранее на реке чуть ниже села Куралово (ныне находится на берегу устьевого залива) располагался город Болгар (в то время Куйбышев) — переселён на современное место в 23 км к юго-западу в связи с нахождением в зоне затопления водохранилища.
- В прежней устьевой части реки располагался посёлок Куйбышевский Затон — переселён на противоположный берег Волги в Камско-Устьинский район.